# Jerry D. Thomas
Jerry D. Thomas – amerykański pisarz, autor książek dla dzieci.

## Życiorys
Pracował jako redaktor gazety Pacific Press. Ukończył teologię na Southwestern Adventist University. Największy rozgłos przyniosła mu książka The Desire of Ages, opisująca życie Jezusa. Jego książki poruszają tematykę chrześcijańską.
Według Pacific Press książki Thomasa ukazały się w 10 językach i sprzedały w łącznym nakładzie ponad miliona egzemplarzy.

## Twórczość
Sporządzono na podstawie materiału źródłowego.
- What We Believe for Kids / Step by Step
- Conversations with Jesus
- Messiah
- Detective Zack (10 części w serii)
- Great Stories for Kids
- Shoebox Kids (12 części w serii)
- Mixed-up Max